# 志比堺駅
志比堺駅（しいざかいえき）は、福井県吉田郡永平寺町松岡志比堺にある、えちぜん鉄道勝山永平寺線の駅である。駅番号はE11。駅舎本屋は国の登録有形文化財に登録されている。
なお、駅所在地のかな表記は「しひざかい」であるが、駅名は「しいざかい」となっている。

## 歴史
- 1914年（大正3年）2月11日：京都電燈越前電気鉄道の新福井駅 - 市荒川駅（現在の越前竹原駅）間開業に伴い[5][6]、駅開業[1][2]。
- 1942年（昭和17年）3月2日：京福電気鉄道（京福）設立に伴い[7]、同社の越前線（後の越前本線）の駅となる[6]。
- 1971年（昭和46年）12月28日：駅業務を廃止、無人化（無人駅）[8]。
- 2001年（平成13年）6月24日：列車正面衝突事故が発生（京福電気鉄道越前本線列車衝突事故）[9]。これに伴う全線運行休止により休業[8][10]。
- 2003年（平成15年）
  - 2月1日：京福がえちぜん鉄道に駅施設を譲渡[10]。同社の勝山永平寺線の駅となる[2]。
  - 7月20日：福井駅 - 永平寺口駅間の運行再開に伴い、営業再開[10]。
- 2011年（平成23年）7月25日：駅舎が国の登録有形文化財に登録される[3]。

## 駅構造
単式ホーム1面1線を有する地上駅で無人駅である。かつては相対式ホーム2面2線で列車交換が可能となっていたが、現在は廃止され線路南側にホーム跡が残っている。また、当駅は高台にあるため、駅舎と下の集落を結ぶ長い階段がある。

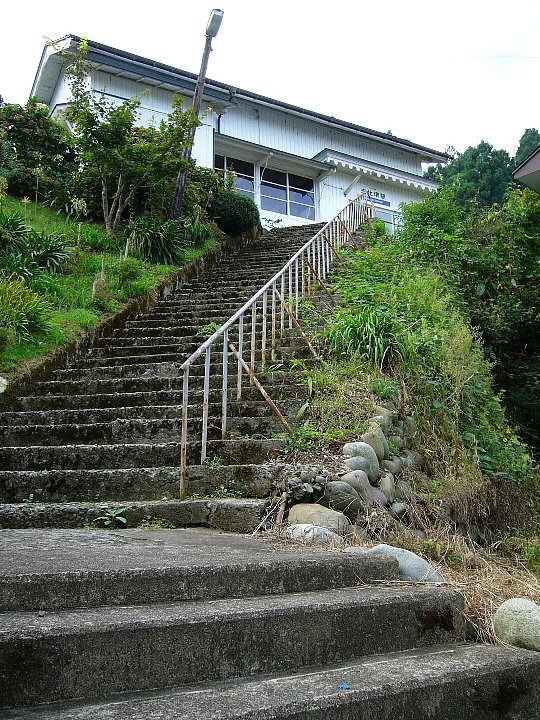
階段から駅舎を見上げる
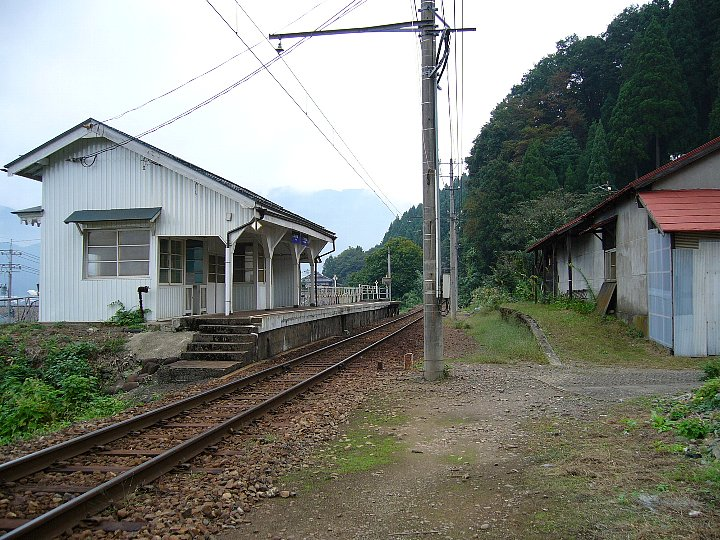
構内

## 利用状況
1日の平均乗降人員は以下のとおりである。
| 乗降人員推移 | 乗降人員推移 |
| 年度         | 1日平均人数  |
| ------------ | ------------ |
| 2011年       | 57           |
| 2012年       | 53           |
| 2013年       | 46           |
| 2014年       | 41           |
| 2015年       | 38           |
| 2016年       | 39           |
| 2017年       | 41           |
| 2018年       | 35           |

## 駅周辺
- 九頭竜川
- 国道416号

## 隣の駅
えちぜん鉄道
■勝山永平寺線
□快速（上りのみ）
通過
■普通
松岡駅 (E10) - 志比堺駅 (E11) - 永平寺口駅 (E12)